# Mussel-Aa
De Mussel-Aa is een beek in Westerwolde in het oosten van de provincie Groningen. Ze loopt van Zandberg (ten zuiden van Musselkanaal) naar het noorden via Mussel en Onstwedde naar Wessinghuizen waar ze samenvloeit met de Ruiten-Aa. Deze gezamenlijke stroom heet dan de Westerwoldse Aa. Bij Onstwedde stroomt het Pagediep (in de streektaal Poggendaip oftewel Kikkerdiep) in de Mussel-Aa. Het woord mussel betekent laag, moerassig land.
De Mussel-Aa was aanvankelijk een veenbeek. Ze ontsprong in het Bourtangermoeras bij Valthe onder de Hondsrug. Hier werd de beek dikwijls Valtherdiep genoemd. De venen waren hier langs de beek niet zo dik als elders en de gronden er langs waren in gebruik als groengronden voor beweiding of als hooiland. Zo heette het terrein ten zuiden van Zandberg de Musselhooilanden. Deze gronden waren bereikbaar door middel van een veendijk van Valthe naar Zandberg die over een aantal zandkoppen liep: De Valtherdijk. Deze weg was een van de belangrijkste doorgangen door het Bourtangermoeras. Bij Valthe lag op het einde van deze dijk de Valtherschans. Deze schans verloor in het midden van de negentiende eeuw zijn militaire betekenis en is sindsdien geheel vergraven. De venen zijn in de loop van de negentiende en twintigste eeuw geheel ontgonnen. Tegenwoordig is het Valtherdiep vrijwel niet meer terug te vinden.
In 1916 is het Mussel-Aa-kanaal gegraven die langs de Mussel-Aa loopt. Dit kanaal werd gegraven omdat door het afgraven van het Bourtangermoeras de wateraanvoer wisselvalliger werd en de wateroverlast sterk was toegenomen.
Dit kanaal en haar zijtak naar Onstwedde doorsnijdt de Mussel-Aa en heeft grotendeels de watervoerende functie overgenomen. De beek is tijdens ruilverkavelingen van na de Tweede Wereldoorlog gekanaliseerd. Tijdens deze ruilverkavelingen is tussen Onstwedde en Blekslage de loop van de beek geaccentueerd door verschillende kleine bosjes.
In het landschapsontwikkelingsplan van de Veenkoloniën om natuur- en landschapswaarden te versterken spelen de Mussel-Aa en het Valtherdiep een rol. Het Valtherdiep is ook aangemerkt als ecologische verbindingszone. Ten noordoosten van Onstwedde maken de gronden langs de Mussel-Aa deel uit de Ecologische Hoofdstructuur en zijn ze gedeeltelijk in handen van Staatsbosbeheer. In 2014 werd de Mussel-Aa deels gehermeanderd in samenwerking met de DLG. In 2016 werd ten zuiden van Höfte de 6 meter hoge uitkijktoren 'Ter Wupping' gebouwd aan het water.